# Kawanaphila pachomai
Kawanaphila pachomai är en insektsart som beskrevs av Rentz, D.C.F. 1993. Kawanaphila pachomai ingår i släktet Kawanaphila och familjen vårtbitare. Inga underarter finns listade i Catalogue of Life.